# Ivor Guest, 4th Viscount Wimborne
Ivor Mervyn Vigors Guest, 4th Viscount Wimborne (sinh ngày 19 tháng 9 năm 1968) là một nhà sản xuất thu âm người Anh và cũng là một nhà soạn nhạc từng được đề cử Giải Emmy.

## Sự nghiệp
Ivor Guest, 4th Viscount Wimborne được biết đến nhiều nhất với công việc hợp tác với Grace Jones (Hurricane / "Hurricane Dub", 2011) và Brigitte Fontaine (Prohibition, 2009 / "L'un n'empeche pas l'autre", 2011). Trong suốt sự nghiệp của anh, anh đã từng làm việc với Sly and Robbie, Tony Allen, Brigitte Fontaine, Areski Belkacem, Brian Eno, Grace Jones, Barry Reynolds, Atticus Ross, Tim Simenon, Robert Logan, Dave Okumu, Wally Badarou, Jessie Ware, Skye Edwards, và Lana Del Rey. Anh ngoài ra cũng thực hiện một số bài hát cho một số nghệ sĩ người Pháp như Jaques Higelin, Christophe, Bertrand Cantat, Arno, Alain Souchon, Philippe Katerine, và Emanuelle Seigner with Brigitte Fontaine.
Anh cũng là nhà soạn nhạc cho một số bộ phim như bộ phim tài liệu đạt Giải Oscar Taxi to the Dark Side (Dir. Alex Gibney), bộ phim Mea Maxima Culpa: Silence in the House of God (Dir. Alex Gibney) mà anh được đề cử Giải Emmy, Semper Fi- Always Faithful và The Football Factory. Anh thường hợp tác với Robert Logan trong việc thực hiện phần nhạc nền.
Tháng 11, 2014, anh thực hiện sản xuất và đồng sáng tác cho bài hát "Original Beast" của Grace Jones, vốn xuất hiện trong album nhạc phim được thực hiện bởi Lorde cho bộ phim The Hunger Games: Mockingjay – Part 1.

## Gia đình
Anh là con trai của Ivor Guest, 3rd Viscount Wimborne, và có vợ là Ieva Imsa. Cả hai người có một con gái tên là Greta Guest, sinh năm 2011.